# Sklípkancovití
Sklípkancovití (Hexathelidae) jsou čeleď pavouků z nadčeledi Hexatheloidea. Molekulární studie z roku 2018 naznačily, že čeleď není monofyletická, a nezahrnuje tedy všechny příslušníky jedné vývojové linie. Na samostatné čeledi byly povýšeny podčeledi Porrhothelinae, Macrothelinae a Atracinae, sklípkancovití tak v užším smyslu odpovídají podčeledi Hexathelinae, kterou tvoří celkem sedm rodů: Bymainiella, Hexathele (typový rod), Mediothele, Paraembolides, Plesiothele, Scotinoecus, Teranodes. Tuto systematiku uvádí například World Spider Catalog. Integrated Taxonomic Information System se stále ještě k září 2018 kloní ke staré taxonomii a některé pavouky, včetně pro svou jedovatost známého sklípkance jedovatého (Atrax robustus), stále řadí do čeledi Hexathelidae.
Domovem sklípkancovitých jsou státy Chile a Argentina v Jižní Americe, ale především Austrálie (včetně Tasmánie) a Nový Zéland. Nebyli zaznamenáni ve spolkových státech Západní Austrálie a Severní teritorium. Čeleď zahrnuje několik převážně středně velkých až velkých druhů pavouků s dlouhýma nohama. Největší druhy mohou měřit i více než 5 cm, nejmenší však i méně než 1 cm. Horní část těla je převážně tmavá a lesklá, zadeček je zespodu také tmavý a vybaven párem snovacích bradavek. Tito pavouci si budují nory v zemi (některé druhy i na stromech), v nichž číhají na kořist. Její přítomnost odhalí pomocí vibrací a usmrtí ji jedovatým kousnutím pomocí chelicer – klepítek. Pokud je stále zastávána stará systematika, do čeledi se řadí i jedovatí pavouci z rodů Atrax a Hadronyche, jejichž kousnutí je nebezpečné i pro člověka. Poranění od těchto pavouků je velmi bolestivé. Jed může mít jak pouze lokální účinky, tak vyústit i v tak vážné problémy, jako jsou hypotenze, kóma a multiorgánová selhání. V 80. letech 20. století byl vyvinut injekčně podávaný protijed a od jeho využívání nejsou zaznamenána žádná smrtelná pokousání. Kousnutí jiných zástupců sklípkancovitých není pro člověka nebezpečné.